# 有川町
有川町（ありかわちょう）は、長崎県の五島列島の北部にかつてあった町。中通島の東部を主な町域とした。
2004年8月1日に南松浦郡若松町、上五島町、新魚目町、奈良尾町と合併し、新上五島町となった。

## 地理
五島列島中通島の東側全域および周辺島嶼部を町域とする。
- 島嶼：頭ヶ島、ロクロ島、相ノ島
- 山：藤嶽、丹那山、旭岳、桜ヶ岳、黒木山、飯盛山、帽子山、大高山、雌岳、矢倉岳、三峰山
- 河川：大川、木場川
- 港湾：有川湾、有川港、鯛ノ浦漁港

## 地域

### 地名
郷を行政区域とする。有川町は1889年の町村制施行時に単独で自治体として発足したため、大字は無し。（発足当初は有川村）
- 赤尾郷
- 阿瀬津郷
- 有川郷
- 江ノ浜郷
- 太田郷
- 小河原郷
- 神ノ浦郷[1]
- 鯛ノ浦郷
- 友住郷
- 七目郷

### 名産
- 五島うどん（有川うどん）[2]

## 歴史
- 1889年（明治22年）4月1日 - 町村制施行により、南松浦郡有川村が単独村制にて発足。
- 1934年（昭和9年）10月17日 - 町制施行し有川町となる。
- 1961年（昭和36年）11月20日 - 西彼杵郡崎戸町（現：西海市）のうち大字平島の一部、相ノ島[3]を編入。
- 2004年（平成16年）8月1日 - 若松町、上五島町、新魚目町、奈良尾町の4町と合併し新上五島町となり、有川町は自治体として消滅。

## 教育
中学校
- 有川町立有川中学校

小学校
- 有川町立崎浦小学校
- 有川町立神之浦小学校
- 有川町立太田小学校
- 有川町立東浦小学校
- 有川町立有川小学校

崎浦小学校、神之浦小学校、太田小学校は新上五島町に合併した後に閉校となっている。

## 名所・旧跡・観光スポット
- 蛤浜海水浴場
- 頭ヶ島教会
- 坂本竜馬ゆかりの墓碑と広場
- 海童神社
- マリンピア展望公園

### 重要文化的景観
旧町内の崎浦地区で見られる石積み（石垣）景観が「垣根・屋敷林などの居住に関する景観地」として、2012年（平成24年）9月19日に「新上五島町崎浦の五島石集落景観」の名称で文化財保護法の重要文化的景観として選定された。
この石積み文化は「長崎市外海の石積集落景観」の名称で重要文化的景観として選定されている西彼杵半島の旧外海町から移住してきた隠れキリシタンによってもたらされたとされる。崎浦地区とは、赤尾郷・江ノ浜郷・友住郷および頭ヶ島とロクロ島（上陸不可）を総括した地区名である。このうち頭ヶ島は2018年（平成30年）6月30日に長崎と天草地方の潜伏キリシタン関連遺産の構成資産として世界遺産登録が決定。

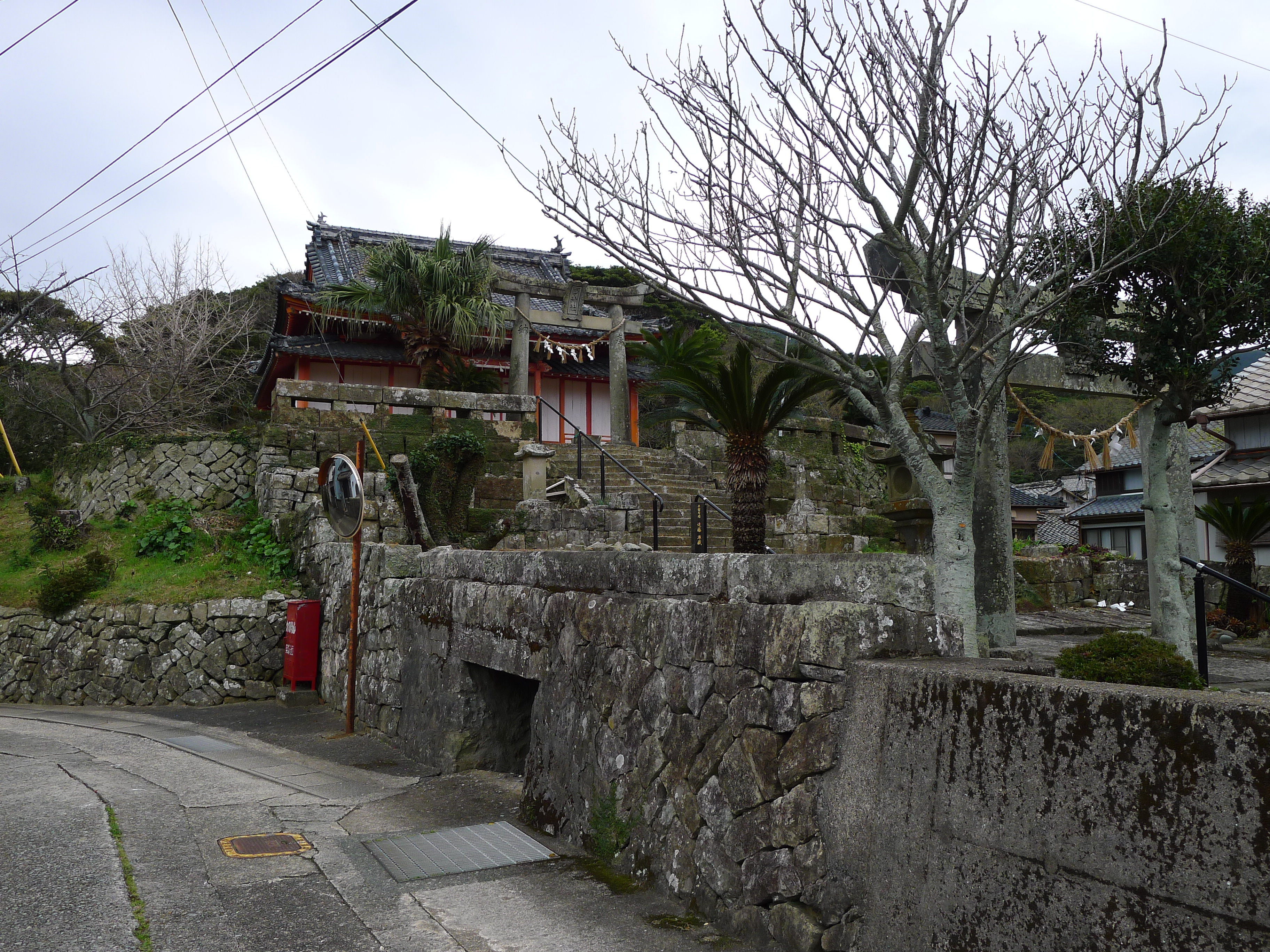
崎浦の五島石集落 （赤尾地区・孕神社）
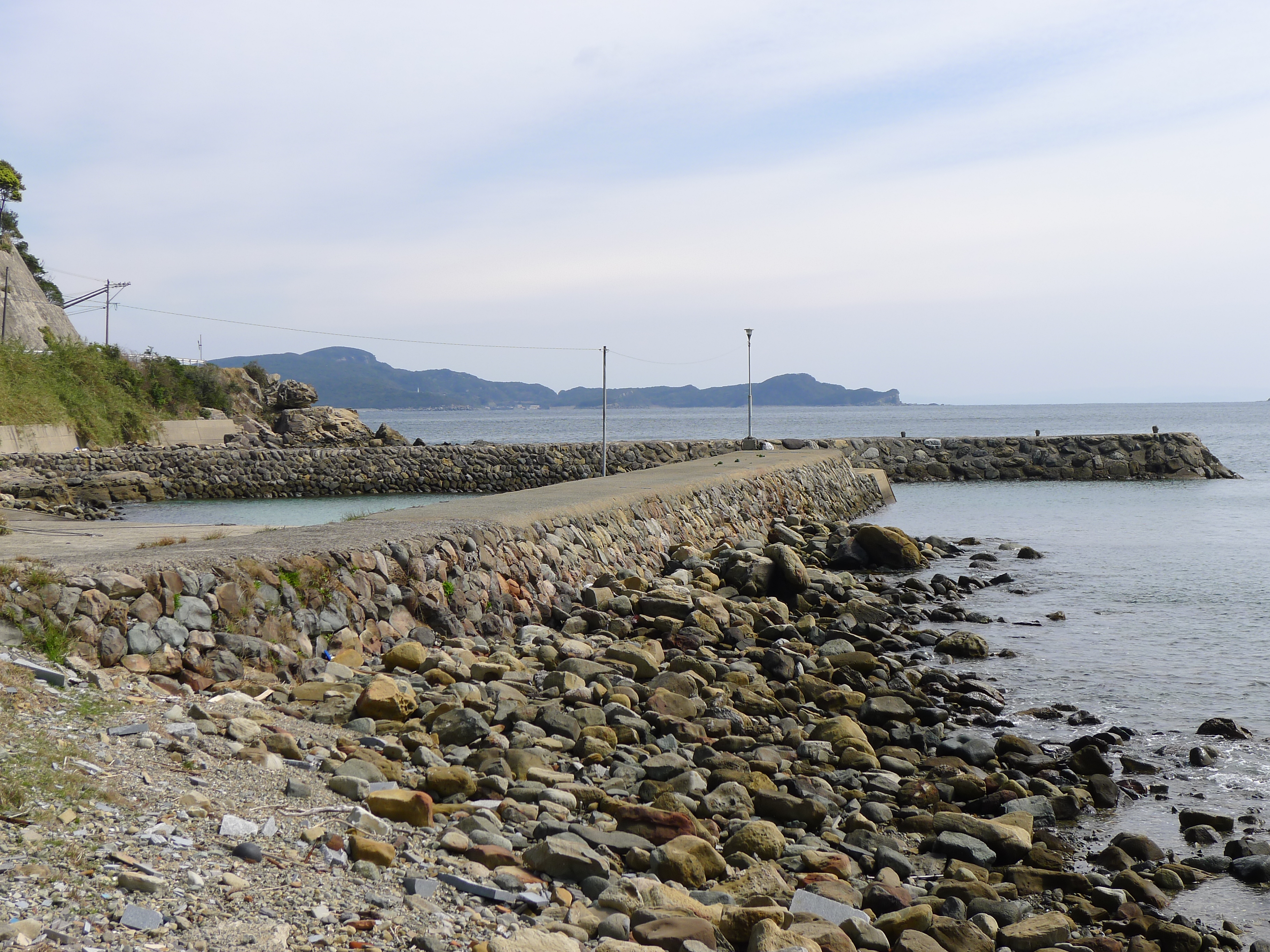
崎浦の五島石集落 （江ノ浜地区の港湾）
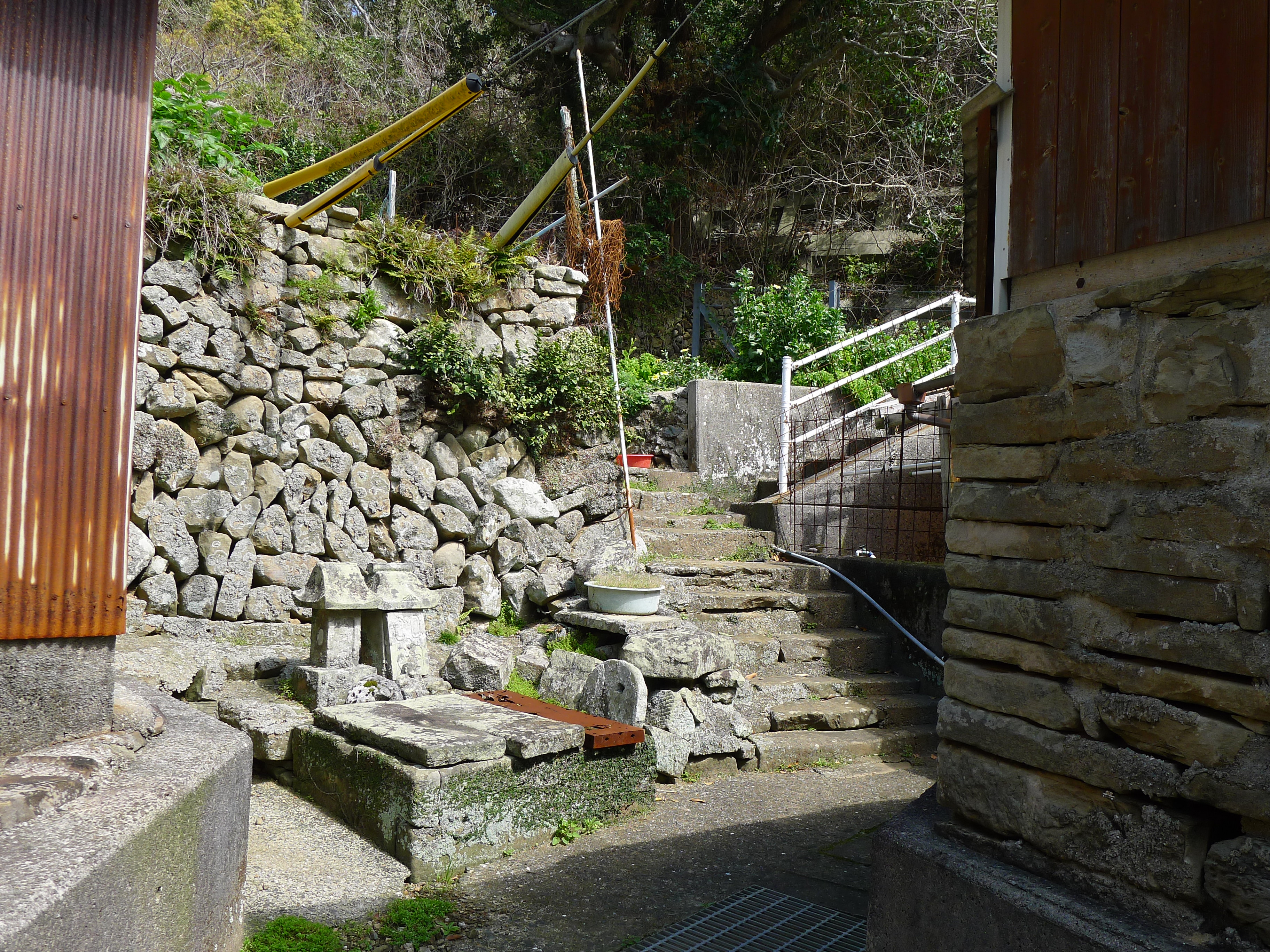
崎浦の五島石集落 （友住地区）
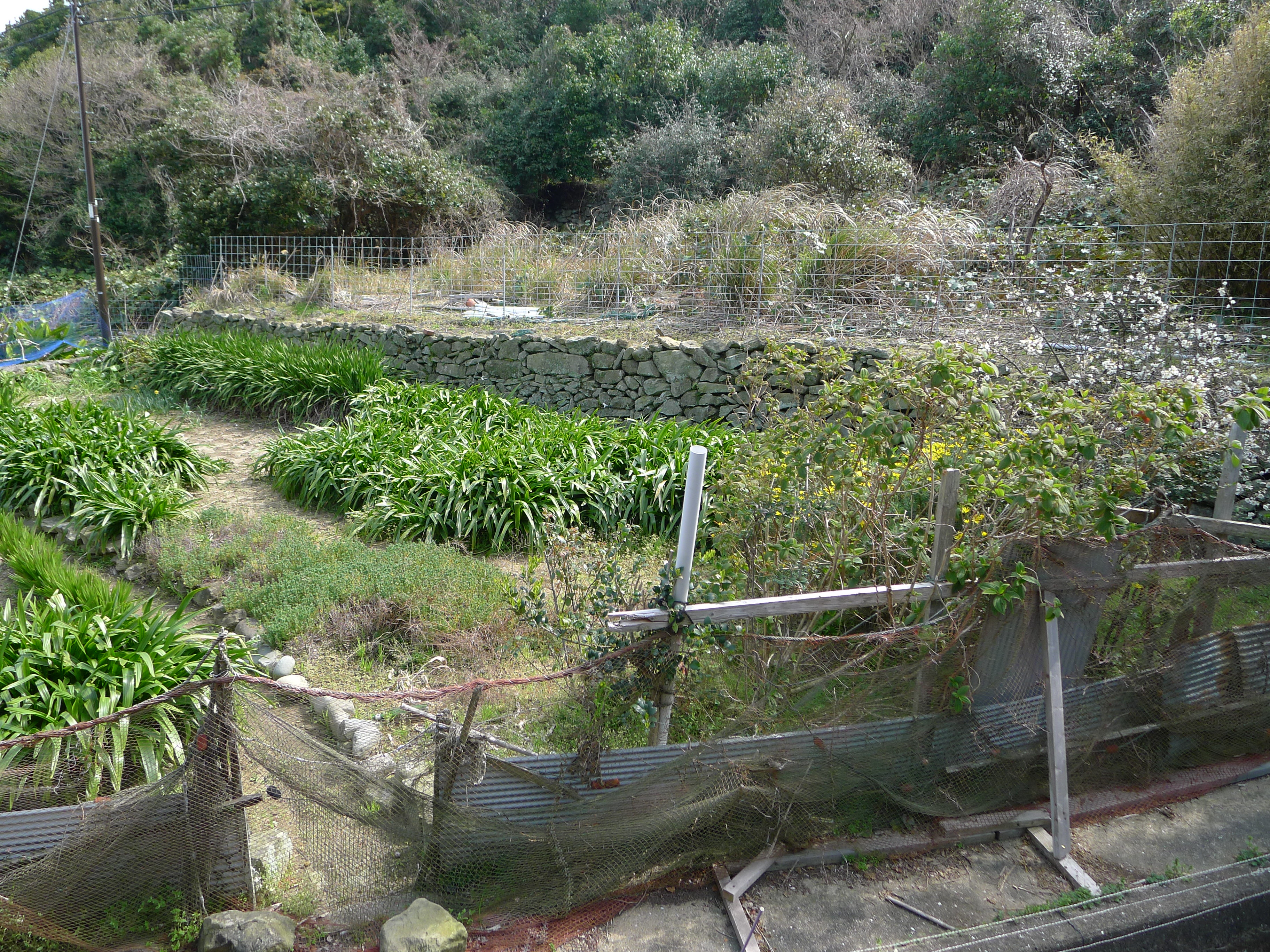
崎浦の五島石集落 （頭ヶ島・白浜地区）
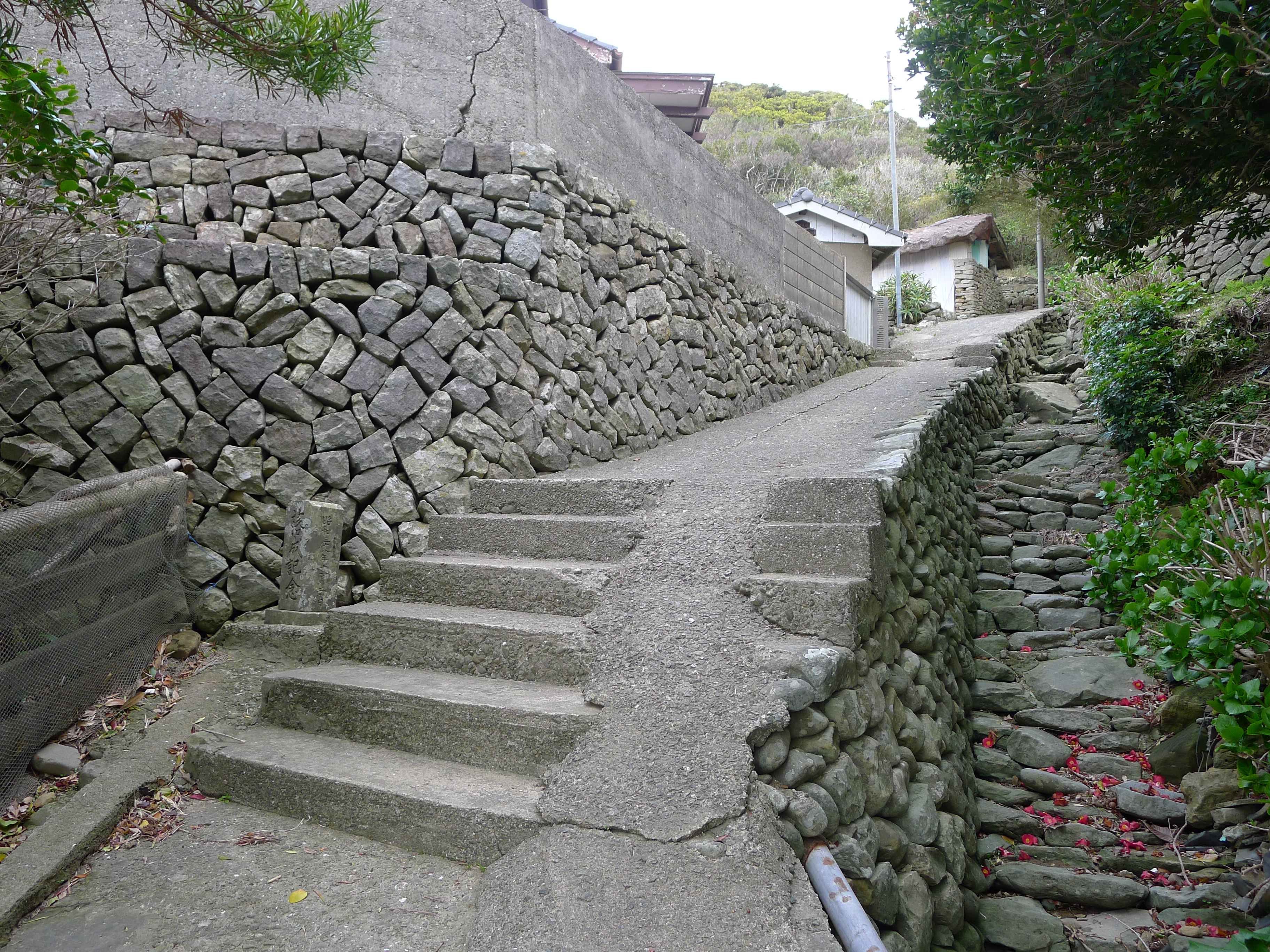
崎浦の五島石集落 （頭ヶ島・田尻地区）
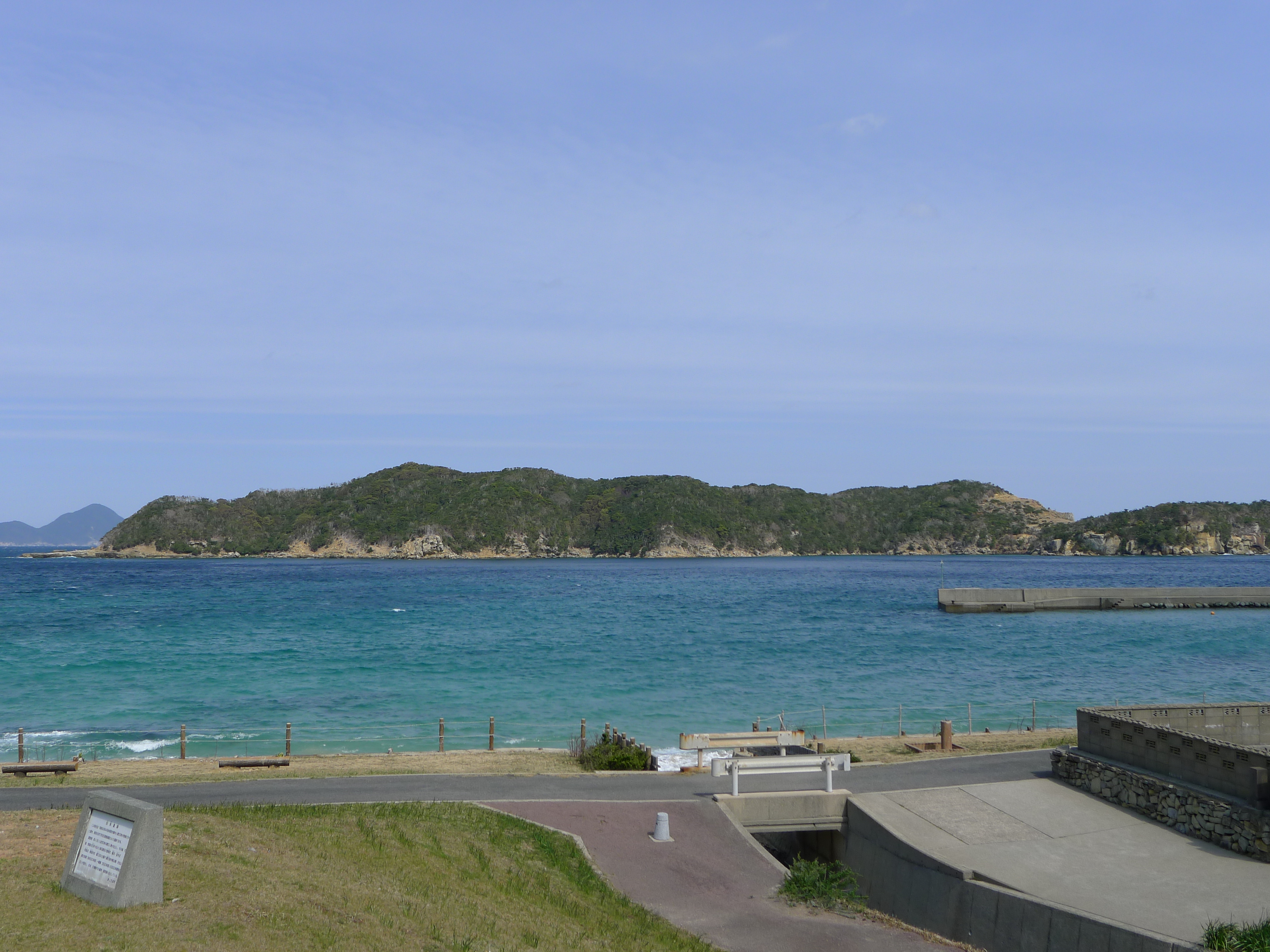
ロクロ島